# Кубок Азербайджана по футболу 2011/2012
Кубок Азербайджана по футболу 2011/12 годов был 20-м по счёту и проводился по системе с выбыванием, начиная с 1/16 финала.
Первая стадия турнира стартовала 26 октября 2011 года. Финальный матч прошёл 17 мая 2012 года.
Представительство 21-го участвовавшего клуба по лигам:
- Первый дивизион — 9 клубов;
- Премьер-лига — 12 клубов.

## Регламент
На всех этапах Кубка Азербайджана победители пар определялись по результатам двух матчей (кроме 1/16, 1/8 и финала).
Если кубковый матч закончился в основное время вничью, то назначалось дополнительное время (2 дополнительных тайма по 15 минут каждый без перерыва).
Но если и в дополнительное время не выявлялся победитель, то он определялся в серии 11-метровых ударов.

## 1/16 финала
26 октября 2011 года
| № | Команда                    | итог | Команда                 |
| - | -------------------------- | ---- | ----------------------- |
| 1 | Шахдаг (Кусары)            | 4:1  | Мугань (Сальяны)        |
| 2 | Тарагги (Гянджа)           | 0:1  | Нефтчала                |
| 3 | Локомотив-Баладжары (Баку) | 0:2  | Сумгаит-Шехер           |
| 4 | Шуша (Баку)                | 2:3  | Карадаг Локбатан (Баку) |
| 5 | Бакылы (Баку)              | 2:1  | Карван (Евлах)          |

## 1/8 финала
30 ноября 2011 года
| № | Команда           | итог                | Команда                 |
| - | ----------------- | ------------------- | ----------------------- |
| 1 | Баку              | 0:0 д.в. (3:2 пен.) | Ряван (Баку)            |
| 2 | АЗАЛ (Шувелян)    | 2:0                 | Шахдаг (Кусары)         |
| 3 | Габала            | 3:0                 | Нефтчала                |
| 4 | Карабах (Агдам)   | 3:0                 | Сумгаит-Шехер           |
| 5 | Интер (Баку)      | +:- (3:0)           | Туран (Товуз)           |
| 6 | Хазар-Ленкорань   | 3:0                 | Карадаг Локбатан (Баку) |
| 7 | Кяпаз (Гянджа)    | 2:0                 | Бакылы (Баку)           |
| 8 | Симург (Закаталы) | 0:1                 | Нефтчи (Баку)           |

## 1/4 финала
14, 28 марта 2012 года
| № | Команда        | итог | Команда         |
| - | -------------- | ---- | --------------- |
| 1 | Баку           | 5:2  | АЗАЛ (Шувелян)  |
| 2 | Габала         | 2:2  | Карабах (Агдам) |
| 3 | Интер (Баку)   | 4:3  | Хазар-Ленкорань |
| 4 | Кяпаз (Гянджа) | 2:3  | Нефтчи (Баку)   |

## 1/2 финала
16, 28 апреля 2012 года
| № | Команда      | итог                | Команда         |
| - | ------------ | ------------------- | --------------- |
| 1 | Баку         | 1:1 д.в. (5:4 пен.) | Карабах (Агдам) |
| 2 | Интер (Баку) | 0:1                 | Нефтчи (Баку)   |

## Финал
| 17 мая 2012 20:00 | \| Нефтчи (Баку) \| 0:2 \| Баку \| \| \| Голы \| С. Пардо 9′ · Ж.Х. Вильсон 28′ \| | Далга Арена, Мардакян Зрителей: 4300 Судья: Алияр Агаев |
| Нефтчи: Стаменкович, Меликов, Сильва, Митрески, Георгиевски (Имамвердиев, 46'), Флавиньо, Абышов, Амирджанов, Сеидов (Насимов, 65'), Гулиев (Гусейнов, 59'), Абдуллаев. Баку: А. Мамедов, Ивановс, Каргбо, Чеснаускис, Вильсон, Магеррамов, Манафов, Ковачевич, Паркс (Новрузов, 53'), Шолич (Н. Мамедов, 90'), Пардо (Э. Мамедов, 86'). Абышов (56'), Сильва (60', 82'), Сеидов (83'), — Шарлия (66'), А. Мамедов (73'), Магеррамов (86'). Сильва (82'). |                                                                                    |                                                         |
| Нефтчи (Баку) | 0:2                                                                                | Баку                                                    |
| | Голы                                                                               | С. Пардо 9′ · Ж.Х. Вильсон 28′                          |